# Las siete cucas
Las siete cucas és una pel·lícula mexicana de drama del 1981 dirigida per Felipe Cazals i protagonitzada per Amparo Muñoz i Isela Vega. El seu guió es basa en la novel·la homònima d'Eugenio Noel.

## Sinopsi
El pagès Cuco i la seva dona tenen sis filles que són conegudes com les cucas. Després del suïcidi de Cuco les filles són repudiades al poble per això, però elles i la seva mare munten un prostíbul per a sobreviure. Els clients han de fer reverències a un retrat de Cuco. La moral del poble s'esquerda perquè els homes no surten de la casa de les cucas. Només la menor d'elles es conserva verge perquè les seves germanes i la seva mare la casin després vestida de blanc. Les dones del poble demanen llavors ajuda al governador.

## Repartiment
- Isela Vega 	...	Cuca
- David Reynoso	...	Cuco
- Patricia Rivera	...	Filla gran de Cuca
- Isaura Espinoza	 ... Maria, filla de Cuca
- Blanca Guerra	 ...	Filla de Cuca
- Angélica Chain ...	Filla de Cuca's
- Merle Uribe ...	Chencha, filla de Cuca
- Amparo Muñoz	...	Crescencia, filla de Cuca
- Alfred Lucchetti	 	...	Alcalde
- Susana Cabrera	 	... Benita, jefa de	Cuco
- Nadiuska...	Julita